# Tramplin (Ufa)
Die Tramplin ist eine Skisprungschanze der Kategorie K 90 in der russischen Stadt Ufa. Zur Schanzenanlage gehören je eine Schanze der Kategorie K 60, K 40 und K 26. Diese vier Schanzen sind heutzutage in Betrieb. Zudem gehört noch eine Schanze der Kategorie K 120 zur Schanzenanlage, welche aber nicht in Betrieb ist.
Die 90-Meter-Schanze von Ufa wurde im Jahr 1964 gebaut. Im Jahr 2003 sollte die 120-Meter-Schanze von Ufa errichtet werden. Es kam aber nur zur Errichtung des Anlaufturmes. Danach stockte das Bauvorhaben und lag auf Eis. Im Jahr 2010 wurden neue Anstrengungen unternommen, um die Schanze fertigzustellen. Zudem soll auch die gesamte Schanzenanlage erneuert werden.
Auf den kleineren Schanzen in Ufa verunglückten mehrere Skispringer schwer und deswegen wurden die Schanze Ende des Jahres 2012 für den Sprungbetrieb gesperrt. Erst im August 2013 wurde die Schanzen wieder für Wettkämpfe freigegeben, nachdem eine Kommission die Schanzen wieder für sicher erklärt hat.
Die Anlauftürme der K-90-Schanze und der K-120-Schanze weisen Besonderheiten auf. Im Anlaufturm der K-90-Schanze ist eine Sportschule beherbergt und der Anlaufturm der K-120-Schanze verfügt über eine futuristische Kapsel.